# Джозинан
Джозина́н (перс. جزینان‎) — село на севере Ирана, в остане Альборз. Входит в состав шахрестана Талекан. Является частью дехестана (сельского округа) Миан-Талекан бахша Меркези.

## География
Село находится в северо-западной части Альборза, в горной местности южного Эльбурса, на расстоянии приблизительно 38 километров к северо-северо-западу (NNW) от Кереджа, административного центра провинции. Абсолютная высота — 2044 метра над уровнем моря.

## Население
По данным переписи 2006 года население села составляло 363 человека (189 мужчин и 174 женщины). В Джозинане насчитывалось 97 семей. Уровень грамотности населения составлял 85,12 %. Уровень грамотности среди мужчин составлял 88,89 %, среди женщин — 81,03 %.